# Wāw
Wāw (و) – dwudziesta szósta litera alfabetu arabskiego. Używana jest do oznaczenia dźwięku [w], tj. spółgłoski szczelinowej wargowo-miękkopodniebiennej. Pochodzi od fenickiej litery waw.
W języku polskim litera wāw jest transkrybowana za pomocą liter U i Ł.
W arabskim systemie liczbowym literze wāw odpowiada cyfra 6.

## Postacie litery
| Postać: | izolowana | końcowa | środkowa | początkowa |
| ------- | --------- | ------- | -------- | ---------- |
| Wygląd: | و‬         | ـو‬      | ـو‬       | و‬          |

## Kodowanie
| Znak                   | و                 | و                 |
| ---------------------- | ----------------- | ----------------- |
| Nazwa w Unikodzie      | Arabic Letter Waw | Arabic Letter Waw |
| Kodowanie              | dziesiątkowo      | szesnastkowo      |
| Unicode                | 1608              | U+0648            |
| UTF-8                  | 217 136           | d9 88             |
| Odwołania znakowe SGML | &#1608;           | &#x0648;          |